# Gare de Loulay
La gare de Loulay est une gare ferroviaire française de la ligne de Chartres à Bordeaux-Saint-Jean, située à l'est du bourg, sur le territoire de la commune de Loulay, dans le département de la Charente-Maritime en région Nouvelle-Aquitaine.
Elle est mise en service en 1881 par l'Administration des chemins de fer de l'État (État).
C'est une halte voyageurs de la société nationale des chemins de fer français (SNCF), desservie par des trains du réseau de transport express régional TER Nouvelle-Aquitaine.

## Situation ferroviaire
Établie à 60 mètres d'altitude, la gare de Loulay est située au point kilométrique (PK) 450,644 de la ligne de Chartres à Bordeaux-Saint-Jean (voie unique), entre les gares ouvertes de Villeneuve-la-Comtesse et de Saint-Jean-d'Angély. En direction de Villeneuve-la-Comtesse, s'intercale la gare de Vergné (fermée) et en direction de Saint-Jean la gare de Saint-Denis-du-Pin.
Ancienne gare d'évitement, elle dispose toujours d'une deuxième voie pour le croisement des trains, mais elle n'est plus utilisée et le passage de niveau pour la traversée des voies est démonté.

## Histoire
La municipalité s'intéresse dès 1866 au chemin de fer. Le conseil municipal, lors de son assemblée du 13 novembre, sollicite le passage sur le territoire de la commune, avec la création d'une station, du tracé d'une ligne de Saint-Jean-d'Angély à Niort. L'argument sur l'utilité de cet arrêt est qu'il dessert plusieurs communes « Saint-Denis-du-Pin, Loulay, La Jarrie-Audouin, Saint-Martial-les-Coivert, Lozay, La Chapelle Baton, Courans, La Benâte, Nuaillé, Saint-Pierre-de-l'Isle et Blanzay » et qu'il est nécessaire pour faciliter l'écoulement des productions agricoles. Le 22 juin 1877, l'emplacement de la station, en limite est du bourg, est approuvé. 

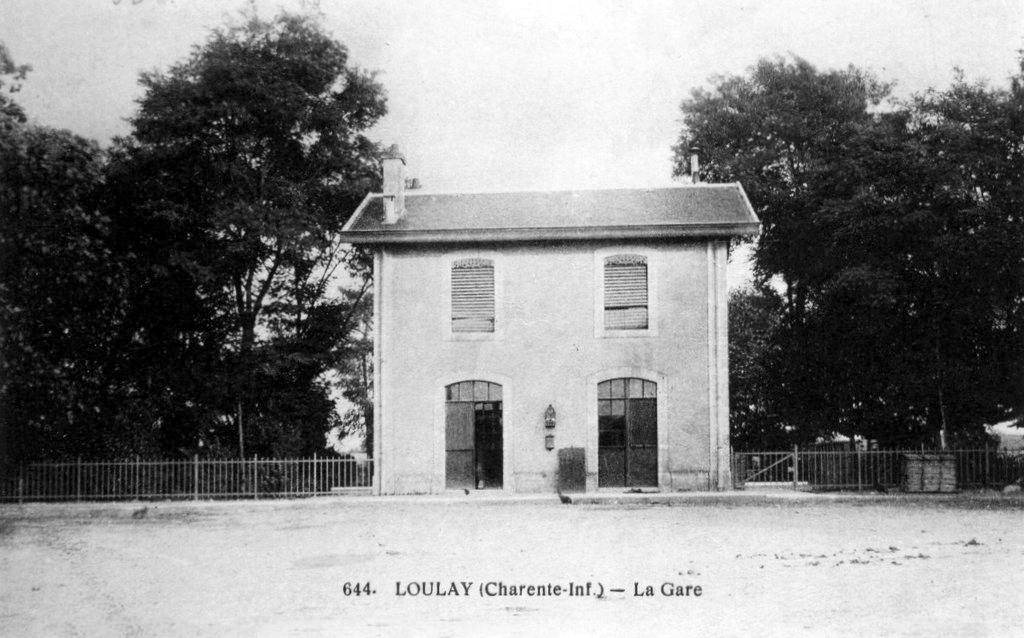
La gare vers 1900.

La station de Loulay est mise en service le 10 octobre 1881 par l'Administration des chemins de fer de l'État, lorsqu'elle ouvre la ligne à l'exploitation. Elle dispose d'un bâtiment voyageurs, d'un modèle État standard, à deux ouvertures et un étage sous une toiture à deux pans et d'une halle à marchandises.
Dès 1884, une bascule de 1 500 kilogrammes est installée pour couvrir les besoins croissants.
Vers 1900, un Hôtel café de la Gare est construit au bout de la rue de la Gare, à côté de la cour voyageurs. En 1908, l'augmentation des trafics voyageurs et marchandises incitent le conseil municipal à demander à l'administration des chemins de fer la création d'une nouvelle salle d'attente pour le bâtiment voyageurs et  un agrandissement de la halle aux marchandises, avec également la création d'une voie de garage équipée d'une plaque tournante pour faciliter le chargement et le déchargement des wagons. 
Dans les années 1910, la gare dispose de son bâtiment voyageurs d'origine, agrandi par une aile à une ouverture en rez-de-chaussée, de deux voies avec un abri de quai, d'un petit bâtiment et d'une halle à marchandises.
En 1928, Rémy Malvaux crée une scierie située derrière l'hôtel de la Gare. Le 27 juin 1929, le conseil municipal demande l'autorisation d'emprunter 9 200 francs pour verser une subvention à l'Administration des chemins de fer de l'État en vue de l'installation de l'éclairage électrique de la gare. Un décret du 4 décembre 1930 autorise la commune à emprunter cette somme et l'administration de État à percevoir au profit de la commune des surtaxes locales temporaires sur les titres de transport des voyageurs et des marchandises enregistrés dans la gare. L'installation est réalisée en 1931.
Dans la deuxième moitié du XXe siècle, l'activité ferroviaire va diminuer et entraîner la fermeture du service marchandises et du bâtiment voyageurs, la gare devient une simple halte. L'hôtel ferme dans les années 1980.

## Fréquentation
De 2015 à 2023, selon les estimations de la SNCF, la fréquentation annuelle de la gare s'élève aux nombres indiqués dans le tableau ci-dessous.
| Année     | 2015 | 2016  | 2017 | 2018  | 2019  | 2020  | 2021  | 2022 | 2023 |
| --------- | ---- | ----- | ---- | ----- | ----- | ----- | ----- | ---- | ---- |
| Voyageurs | 984  | 1 245 | 613  | 1 071 | 2 337 | 1 553 | 1 335 | 896  | 874  |

## Service des voyageurs

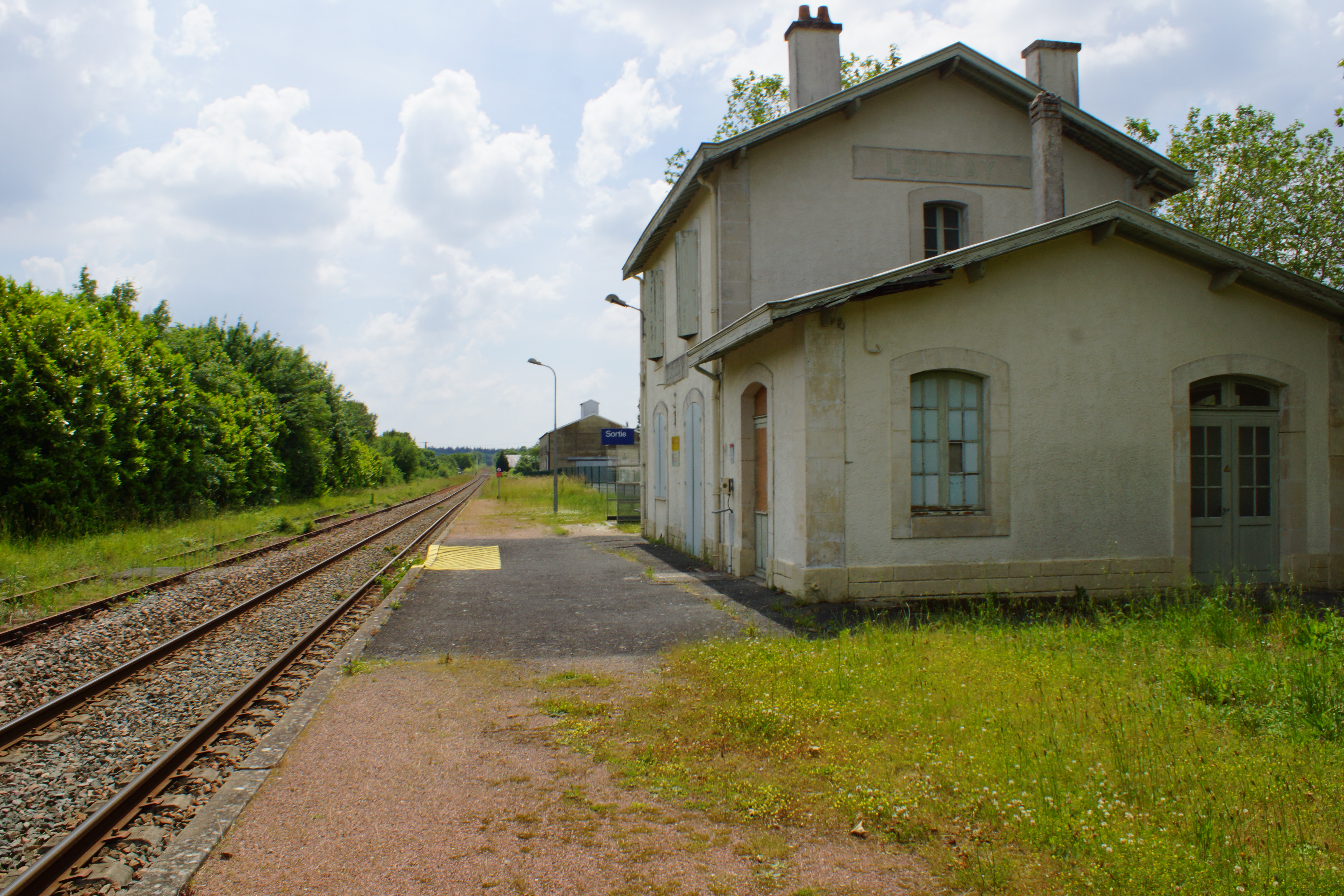
Vue en direction de Saint-Jean-d'Angély. En arrière-plan la coopérative qui a pris la place de la gare marchandises.

### Accueil
Halte SNCF, c'est un point d'arrêt non géré (PANG), à accès libre.

### Desserte
Loulay est desservie par les trains TER Nouvelle-Aquitaine qui circulent sur la relation Niort - Royan (ou Saintes).
La desserte voyageurs quotidienne est dans chaque sens, de trois trains TER en semaine et d’un seul en direction de Royan les samedis et dimanches.

### Intermodalité
Le stationnement des véhicules est possible sur la cour de la gare près de l'ancien bâtiment voyageurs.

Installations de la halte
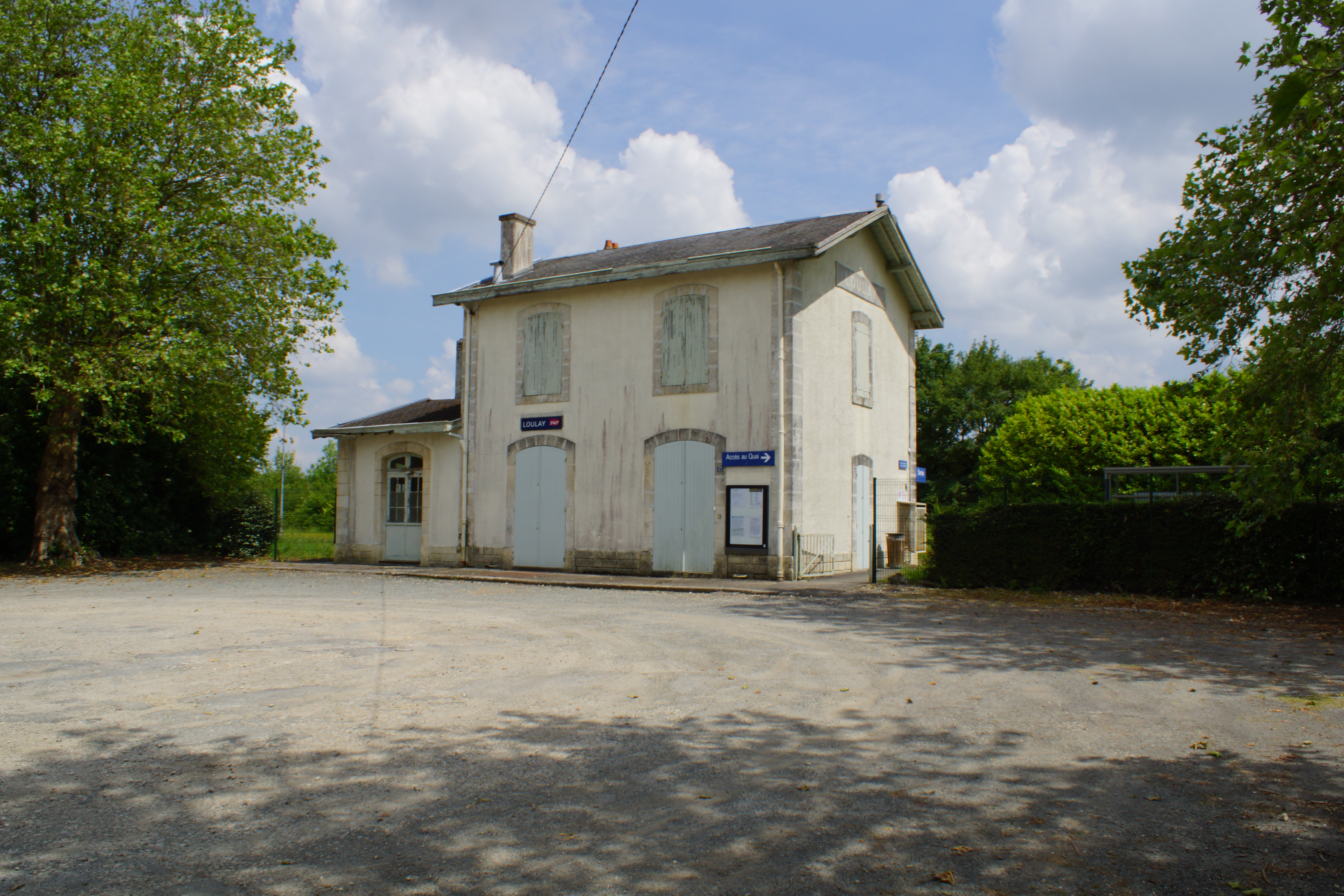
Parking près de l'entrée.
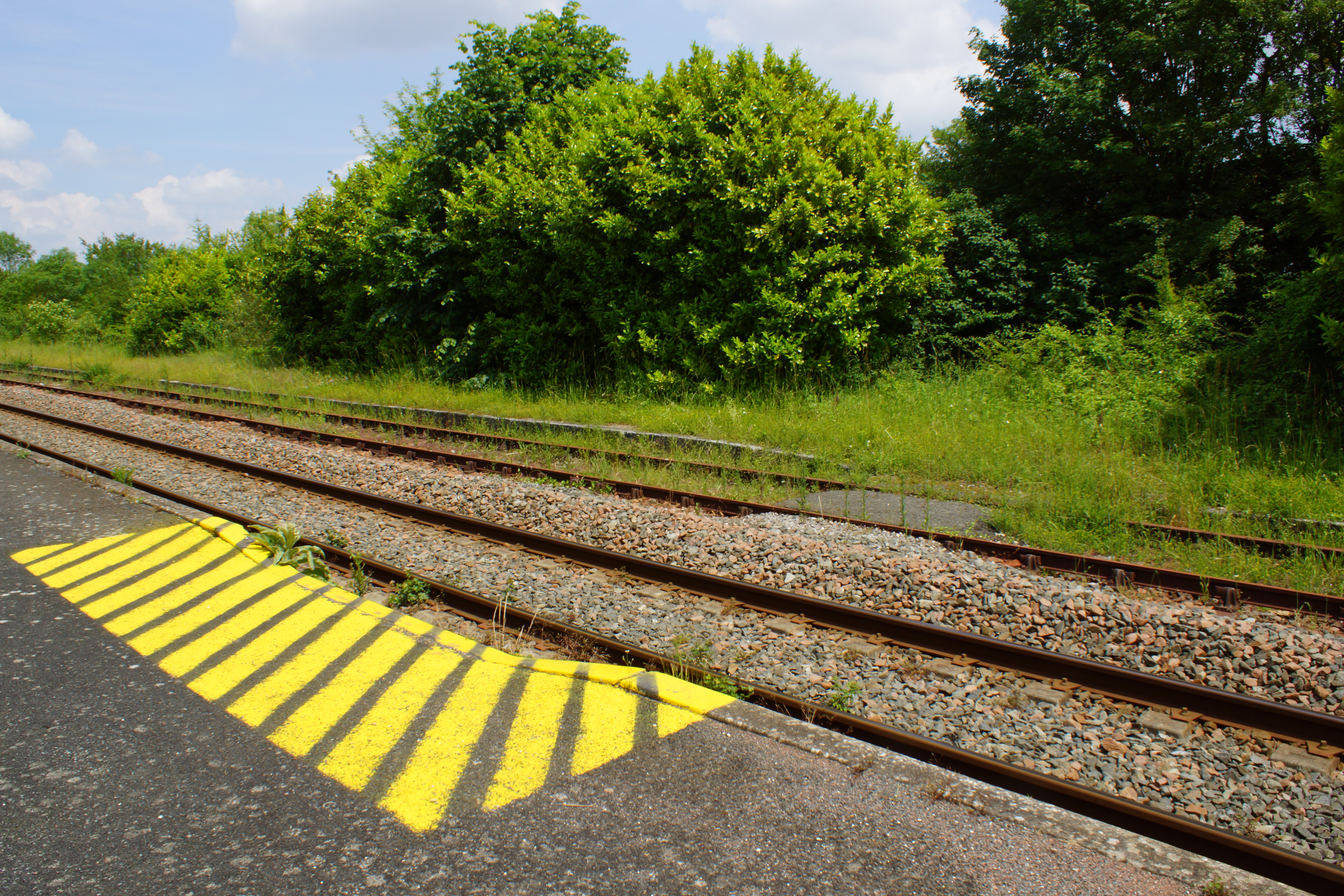
Voies et quais.
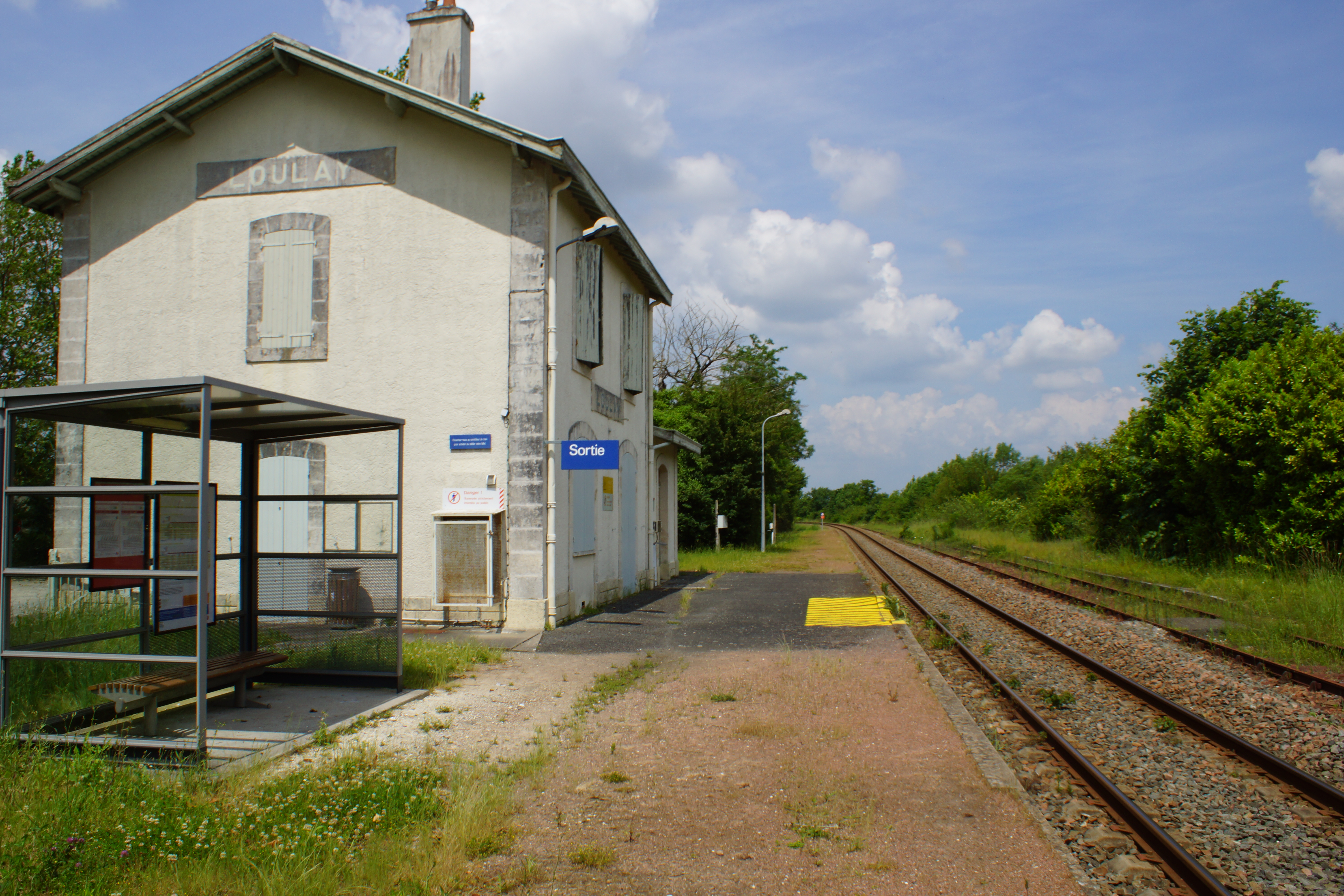
Vue en direction de Niort.

## Patrimoine ferroviaire
L'ancien bâtiment voyageurs de 1881 avec son ajout du début des années 1910 est désaffecté du service ferroviaire et est devenu une propriété privée. À côté, le puits d'origine est toujours présent et un peu plus loin l'ancien Hôtel de la gare est devenu la cantine de l'usine.

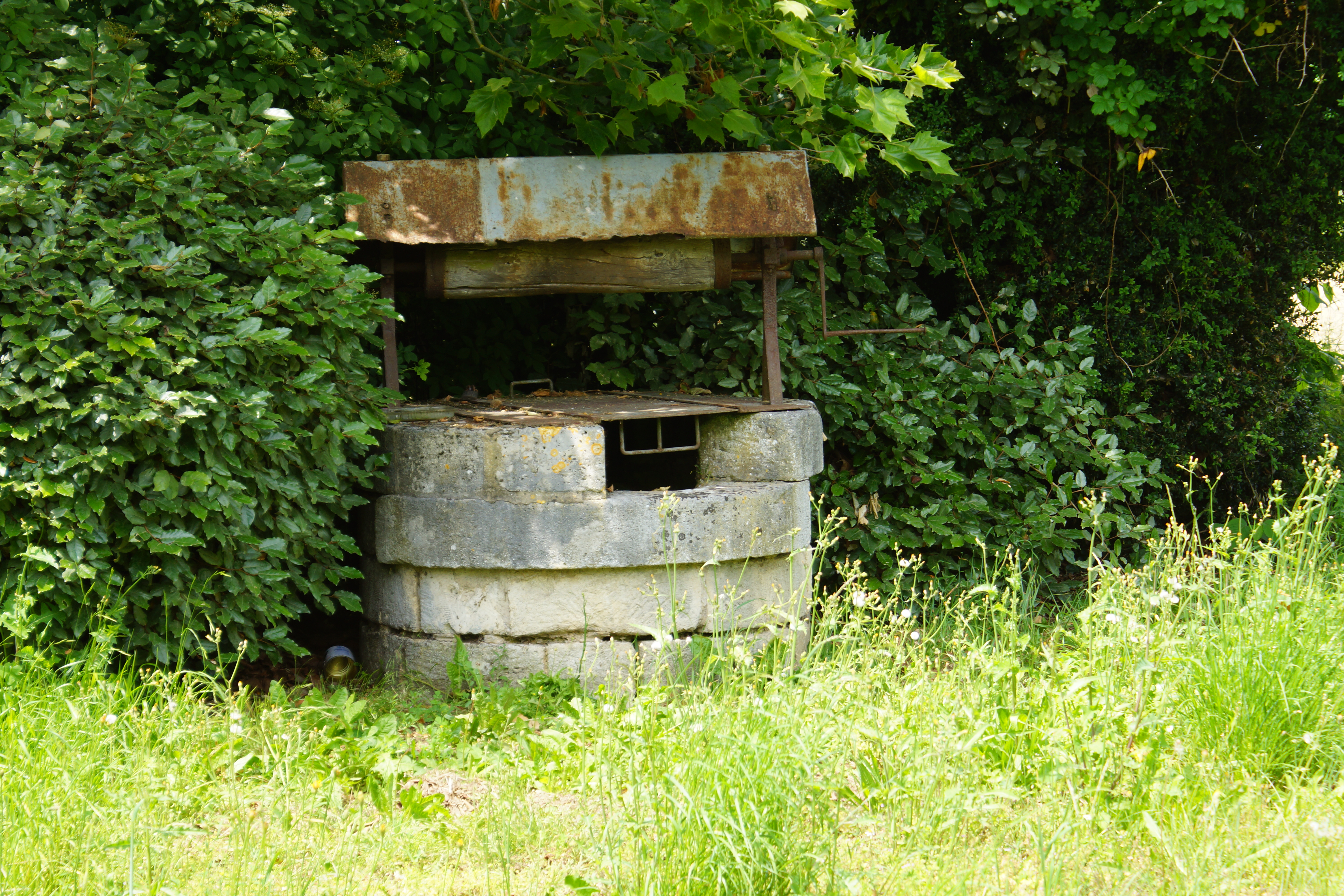
Puits.
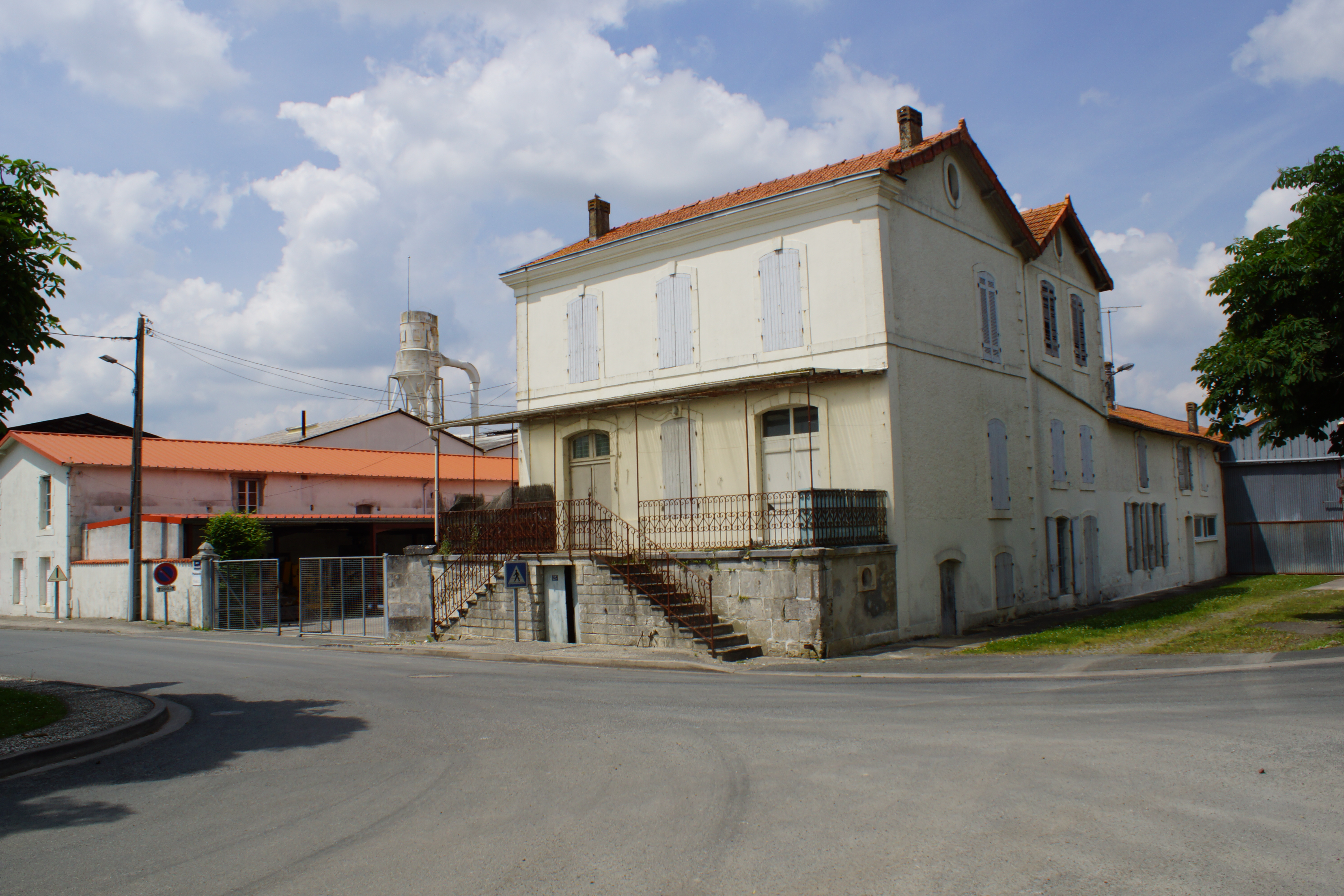
Ancien Hôtel de la Gare.